# Gert Bo Jacobsen
Gert Bo Jacobsen (født 18. december 1961 i Østrup, Farsø) er en tidligere dansk professionel bokser og tidligere europa- og verdensmester. 

## Amatørkarriere
Gert Bo Jakobsen slog forholdsvist sent igennem som amatør. Hans første større titler som amatør kom i 1981, da han vandt både det jyske og det danske mesterskab i letvægt. Da gennembruddet som amatør var en realitet var det imidlertid åbenbart, at Gert Bo Jakobsen var en særdeles talentfuld bokser, og han blev senere samme år udtaget til amatør-EM i Tampere i Finland, men opnåede ikke medalje. I 1982 vandt han atter det jyske mesterskab i klassen. 

## Professionel karriere
Amatørkarrieren blev kort, idet Gert Bo Jacobsen kort herefter i 1982 skrev kontrakt med boksepromotor Mogens Palle. Han debuterede herefter som professionel den 7. oktober 1982 ved et stævne i KB Hallen, hvor han stoppede skotten Chris McCallum i 1. omgang. 
Gert Bo Jacobsen viste sig hurtigt som en særdeles kompetent og hårdtslående bokser. Han opnåede en række sejre i perioden 1982-1984 og blev et af de store trækplastre ved Mogens Palles stævner. Efter 15 sejre i træk, blev han den 10. januar 1986 i Randers matchet mod den ubesejrede tyske europamester René Weller.
Matchen mellem de to ubesejrede boksere påkaldte sig betydelig interesse. 32-årige Weller var tysk og europæisk mester, og havde 6 EM-kampe bag sig fra sine 33 kampe. Gert Bo Jacobsen leverede en fornem præstation i kampen, der imidlertid måtte stoppes i 8. omgang, da Weller fik en kraftig flænge, efter at bokserne havde knaldet hovederne sammen. Afslutningen var kontroversiel, og Weller hævdede, at Jacobsen havde stanget, hvorimod Gert Bo Jacobsen henholdt sig til, at Weller som følge af tyskerens noget specielle boksestil havde sprunget ind i ham. Kamplederen var dog ikke i tvivl, og Gert Bo Jacobsen blev kåret som europamester i letvægt. Weller fortsatte karrieren og tabte aldrig igen. 
Gert Bo Jacobsen forsvarede EM-titlen 3 gange inden han den 8. juni 1987 i Bordeaux i Frankrig satte titlen på spil mod den franske mester Alain Simoes, der i 25 kampe kun havde et enkelt nederlag på rekordlisten som følge af en diskvalifikation. Ingen dansk europamester havde nogensinde præsteret at vinde en EM-kamp uden for Danmarks grænser. Gert Bo Jacobsen blev den første, der brød den kedelige rekord, da han stoppede franskmanden i 8. omgang af kampen. 
Efter endnu en succesfuld EM-kamp mod styrede den ubesejrede Gert Bo Jakobsen som den første dansker mod en rigtig VM-kamp. Som et skridt på vejen blev arrangeret en kamp i Caesars Palace i Las Vegas ved et stævne den 5. februar 1988, hvor også den tidligere sværvægtsmester George Foreman boksede. Jacobsens modstander var den hårdføre amerikaner Joey Medina. Gert Bo Jacobsen imponerede, da han sendte Medina i gulvet i 3. og 6. omgang, inden amerikaneren opgav efter 7. omgang af kampen. 
Scenen var herefter sat til en VM-kamp i det dengang forholdsvis nye bokseforbund International Boxing Federation (IBF), der dengang var et ud af ”kun” tre bokseforbund. VM-kampen blev afholdt i Brøndby Hallen den 28. oktober 1988 mod den forsvarende mester Greg Haugen, der kun havde tabt en enkelt gang i sine foregående 23 kampe. Jacobsen leverede en fin indsats, men amerikaneren var for stærk, og tilføjede Jacobsen dennes første nederlag, da kampen blev stoppet i 10. omgang. 
I Jacobsens næste kamp boksede Jacobsen om EM-titlen i letvægt mod den ubesejrede spanier Policarpo Diaz, der i mellemtiden havde overtaget Jacobsens EM-titel. Kampen fandt sted i Madrid, men Jacobsen blev stoppet i kampens 6. omgang. 
Tre knockout i 1990 fik dog karrieren på ret køl igen, og den 15. februar 1991 var Gert Bo Jacobsen klar til endnu en VM-kamp, denne gang i endnu et nystartet bokseforbund, World Boxing Organization (WBO). Jacobsen var gået op i vægt, og boksede nu i den noget tungere weltervægtsklasse. Modstanderen var amerikaneren Manning Galloway, og kampen fandt sted på Jacobsens ”hjemmebane”, Randers Hallen. Galloways rekordliste lød på 56 kampe med 11 nederlag, og var således ikke et helt uoverkommelig modstander for Gert Bo Jakobsen. Gert Bo Jakobsen boksede en udmærket kamp, men Jacobsen havde svage øjenbryn, der blev slået op under kampen, og efter 8 omgange måtte Gert Bo Jacobsen opgive kampen. Han var dog bagud på point på det tidspunkt, men havde vist, at han kunne udfordre Galloway, og der var derfor grundlag for en returkamp om WBO-titlen.
Efter et par hurtige knockout-sejre over svage modstander, blev der arrangeret en returkamp til afholdelse den 27. november 1992. Kampen fandt atter sted i Randers Hallen. Kampen blev dog et antiklimaks, da den blev stoppet allerede i første omgang, da bokserne knaldede hovederne sammen, og Gert Bo Jacobsen fik en større flænge. Da kampen blev stoppet indenfor de tre første omgange, blev kampen registeret som en ”no contest” (en ”ikke-kamp”). 
Det lykkedes Mogens Palle at få arrangeret en tredje kamp mellem Manning Galloway og Gert Bo Jacobsen, denne gang den 12. februar 1993. Atter var det en fyldt Randers Hal, der dannede ramme om opgøret. I det tredje forsøg lykkedes det Gert Bo Jacobsen at besejre Manning Galloway. Jacobsen vandt på point i en tæt kamp med dommerstemmerne 3-0. 
Gert Bo Jacobsen blev derved den første dansker, der blev verdensmester i professionel boksning. Verdensmesterskabet blev dog vundet i det mindste af de dengang fire bokseforbund, og på daværende tidspunkt var WBO-titlen klart den mindst prestigegivende. Titlens beskedne værdi blev illustreret af, at Gert Bo Jacobsen og Mogens Palle ikke fandt tilstrækkelig anledning til at deltage i yderligere kampe om titlen, og Gert Bo Jacobsen opgav således det vundne mesterskab. 
Gert Bo Jacobsen boksede en række kampe mod forholdsvis svage modstanderne, men opnåede den 11. november 1994 en kamp om europamesterskabet i let-weltervægt mod den fransk-baserede Khalid Rahilou. Atter var rammen Randers Hallen, men på trods af hjemmebanefordelen blev Gert Bo Jacobsen stoppet allerede i 3. omgang. 
Der blev arrangeret en returkamp den 28. april 1995 mod Rahilou om EM-titlen, men Jacobsen blev atter stoppet, denne gang i 9. omgang. 
Gert Bo Jacobsen opgav herefter boksekarrieren. Han efterlod en rekordliste på 49 kampe, hvoraf de 43 blev vundet (30 før tid) og 5 tabt (alle før tid pga. øjenskader) og en enkelt ”no contest”. Gert Bo Jacobsen boksede i en periode, hvor interessen for boksesporten var nede i en bølgedal, men var formentlig en af de mest komplette danske boksere gennem tiderne.

## Efter karrieren
Gert Bo Jacobsen fik aldrig et hjerteligt forhold til boksepromotor Mogens Palle, og efter karrieren slutning søgte Gert Bo Jacobsen om licens som boksepromotor under Dansk Professionelt Bokseforbund, DPBF. Mogens Palle havde ellers i en menneskealder været den eneste boksepromotor med licens til at arrangerer professionelle boksestævner i Danmark, men med Gert Bo Jacobsen som indehaver af en licens, var monopolet brudt. 
Gert Bo Jacobsens promotorlicens var imidlertid kontroversiel, da det blev hævdet, at han alene var ”stråmand” for TV-stationen TV 2, der efter en disput med Mogens Palle havde væsentlige økonomiske interesser i at vise sine egne boksestævner. Efter en del polemik, fratog DPBF i 2000 Gert Bo Jacobsen licensen som promotor, idet DPBF blandt andet hævdede, at Gert Bo Jacobsen ikke havde personlig kontrakt med de boksere, der skulle deltage i hans stævner, og at Gert Bo Jacobsens partnere skulle have kontaktet boksere, der var under kontrakt med andre promotorer. Gert Bo Jacobsen indbragte sagen for EU-kommissionen med påstand om, at DPBF misbrugte sin position på markedet for at tilgodese Mogens Palles interesser, men sagen blev senere på året forligt, da DPBF efter et internt opgør skiftede ledelse, og herefter gav Jacobsen licensen tilbage.
Ved kommunalvalget i 2005 stillede Gert Bo Jacobsen op for den lokale borgerliste i Farsø Kommune, men blev ikke valgt. 
I 2006 deltog Gert Bo Jacobsen i TV2’s udsendelse Vild med dans, da han dannede par med den professionelle danser Vickie Jo Ringgaard.